# Solenysa melloteei
Solenysa melloteei är en spindelart som beskrevs av Simon 1894. Solenysa melloteei ingår i släktet Solenysa och familjen täckvävarspindlar. Inga underarter finns listade i Catalogue of Life.